# 柿崎インターチェンジ

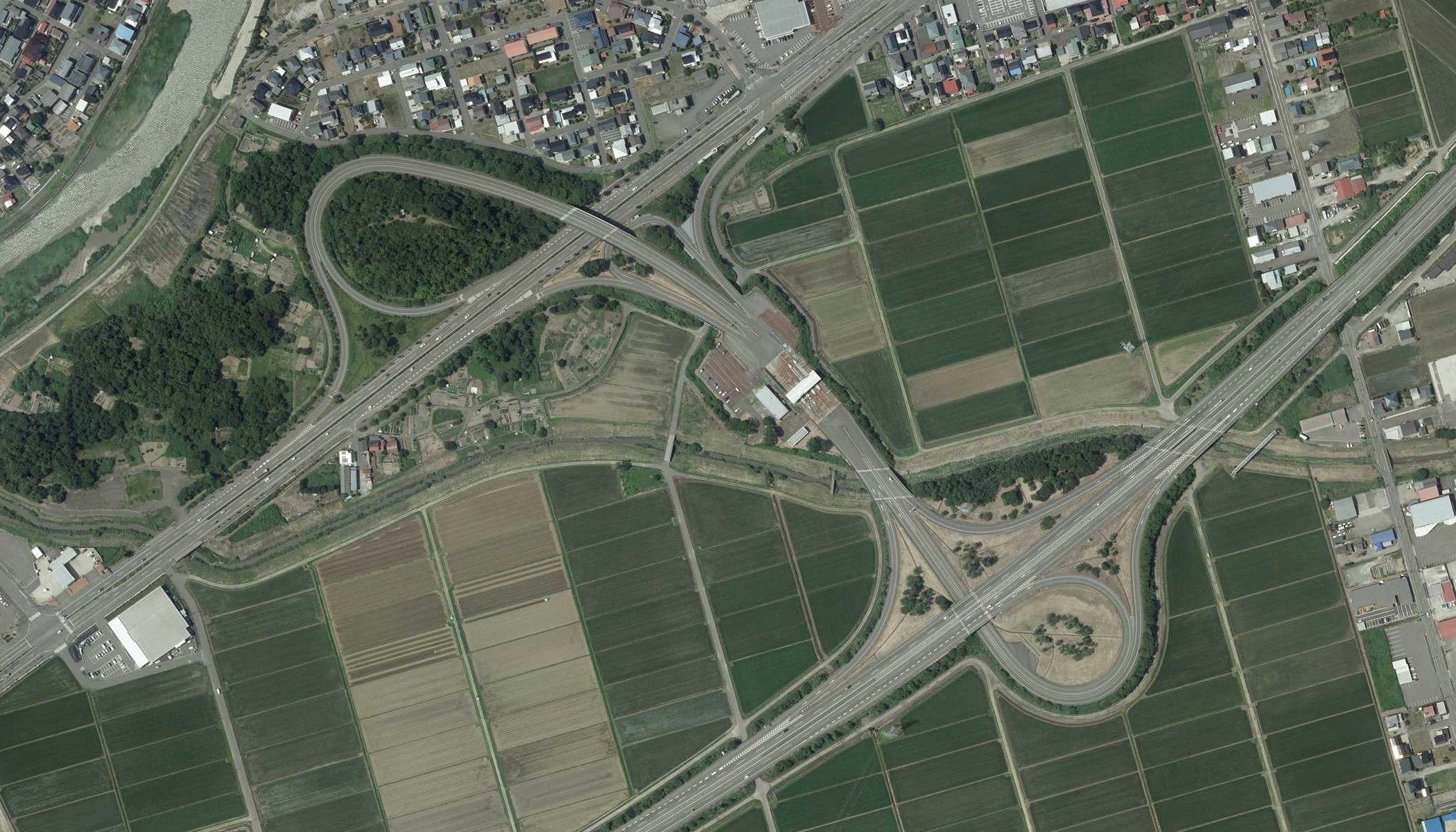
当IC周辺の航空写真

柿崎インターチェンジ（かきざきインターチェンジ）は、新潟県上越市柿崎区柿崎にある北陸自動車道のインターチェンジ (IC) である。

## 歴史
- 1983年（昭和58年）11月9日：米山IC - 上越IC間の開通に伴い[1][3]、供用開始[1]。

## 道路
- E8 北陸自動車道（33番）
- 接続する道路：国道8号

## 料金所
- ブース数：5

### 入口
- ブース数：2
  - ETC専用：1
  - ETC・一般：1

### 出口
- ブース数：3
  - ETC専用：2
  - 一般：1（精算機）

## 周辺
- 柿崎駅

## 柿崎バスストップ
IC内、料金所外にある高速バス停留所 (BS)。国道8号の下り線（上越方面）に面するロータリー内に設置されている。

### 停車する路線

#### 県外線
- 直江津・高田・柏崎 - 池袋線（池袋行は乗車のみ、直江津行は降車のみ）
潟町BS - 柿崎BS - 柏崎駅前 - 柏崎インター口

#### 県内線
- 「ときライナー」J 上越線
- 「ときライナー」I 糸魚川線
潟町BS - 柿崎BS - 上方BS

## 隣
E8 北陸自動車道
(32) 上越IC - (32-1) 大潟PA/SIC - (33) 柿崎IC - (34) 米山IC/SA（下り線）